# Cestida
Cestida is een orde van ribkwallen uit de klasse van de Tentaculata.

## Familie
- Cestidae Gegenbaur, 1856